# سامسون و دلیله (فیلم ۲۰۰۹)
«سامسون و دلیله» (انگلیسی: Samson and Delilah (2009 film)) یک فیلم است که در سال ۲۰۰۹ منتشر شد.